# Assassinats du restaurant Mykonos

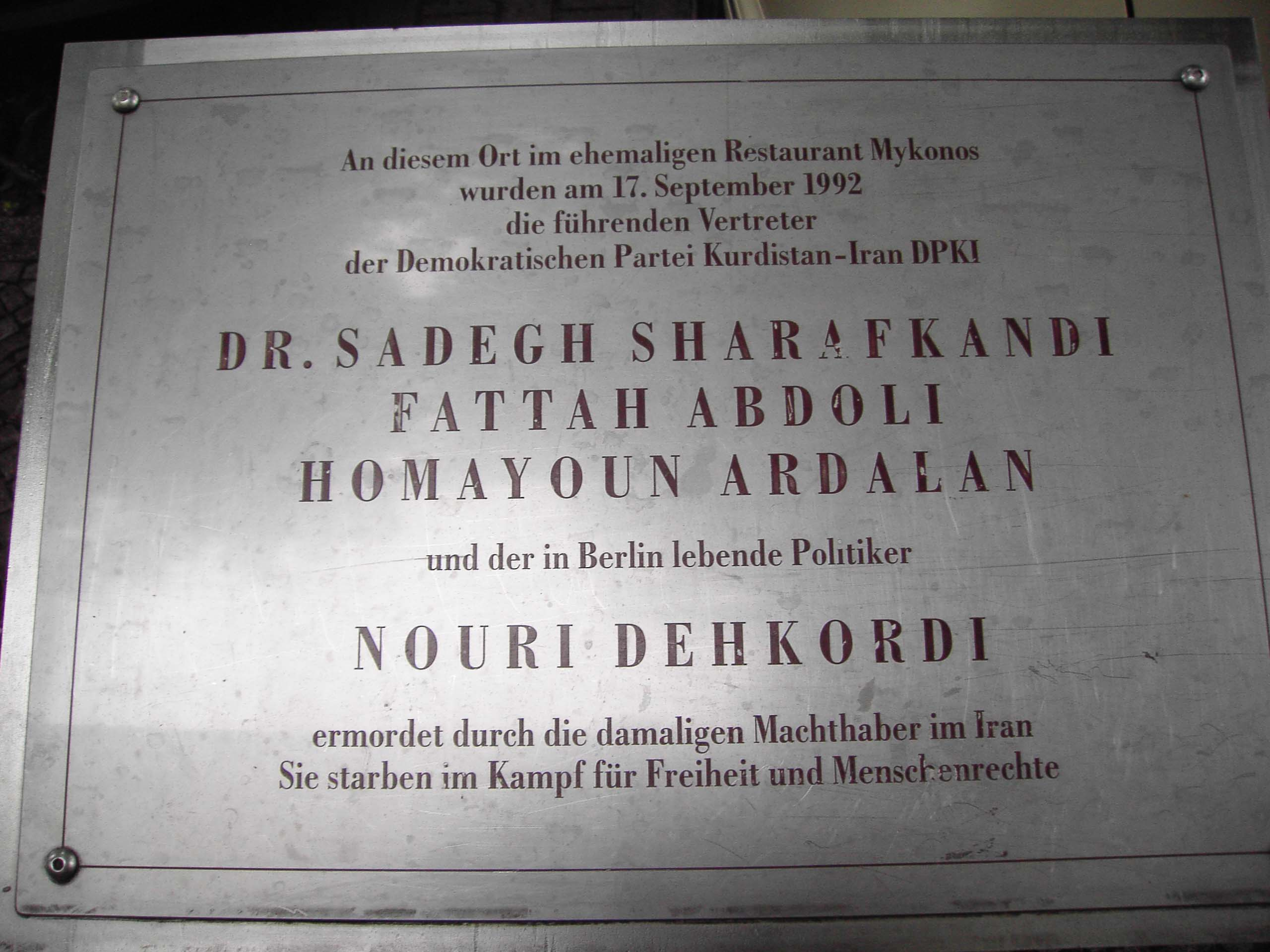
Les noms des quatre victimes sur une plaque commémorative

Lors des assassinats du restaurant Mykonos qui se sont déroulés le 17 septembre 1992, les leaders de l'opposition kurde iranienne Sadegh Charafkandi (en), Fattah Abdoli (fa) et Homayoun Ardalan (en), et leur traducteur Nouri Dehkordi sont tués au restaurant grec « Mykonos » à Berlin en Allemagne.
Dans la culture populaire, les assassinats du restaurant Mykonos constituent la trame de fond du roman Assassins of the Turquoise Palace de Roya Hakakian.
Dans son verdict du 10 avril 1997, le tribunal allemand délivre un mandat d'arrêt international contre le ministre iranien des renseignements Ali Fallahian, mais accuse aussi les deux plus hauts dirigeants de l'Iran, Ali Khamenei et Hachemi Rafsandjani, d'avoir ordonné ces assassinats. Ces deux personnes ne sont pas explicitement nommées dans le verdict mais sont identifiées par tout le monde. Le ministre des Affaires étrangères iranien Ali Akbar Velayati est aussi considéré comme un donneur d'ordre. Cela conduit à une crise diplomatique entre les gouvernements de l'Iran et de plusieurs pays européens, qui dure jusqu'en novembre 1997,,,.
Sadegh Charafkandi (en), Fattah Abdoli (fa) et Homayoun Ardalan (en) sont enterrés au cimetière du Père-Lachaise, division 42, à Paris.